# 산화 철(III)
산화 철(III) (Iron(III) oxide, ferric oxide) 또는 삼산화이철(3산화2철) 또는 산화제이철(산화제2철)은 산화 철의 일종으로, 화학식은 Fe2O3이다.

## 구조

### 알파상
알파상(alpha phase)

#### 적철석
천연으로는 적철석(赤鐵石)으로서 널리 산출되며, 적색토양의 빛깔의 요인이다. 적갈색 분말로, 비중 4.5∼5.2, 녹는점 1,550℃, 흡유량(吸油量) 22∼75 %이다. 햇빛 ·공기 ·수분 ·열 등에 대하여 상당히 안정하며, 한번 가열한 것은 잘 녹지 않는다. 자성을 보인다. 철을 공기 속에서 가열하면 안 생긴다.

### 감마상
감마상(gamma phase)

### 기타 고체상
베타 단계(beta phase, β-phase)
엡실론 단계(epsilon (ε) phase)

## 제조
예전에는 황산철[綠礬]을 구워서 만들었으나, 최근에는 철강공업이나 도금공업의 폐액(廢液)에서 생긴 황산철을 원료로 하여 만든다. 제조법에 따라 적색인 것에서 황색 ·갈색 ·자색 ·흑색 등을 띠는데, 빛깔이 다른 원인으로서는 입자의 크기, 혼입물의 종류, 결정격자(結晶格子)의 완전성 등을 들 수 있다.

## 용도
공업적으로는 벵갈라라는 적색 안료(顔料)로서, 또 유리 ·귀금속 ·다이아몬드의 연마재(硏磨材)로서 사용된다. 순도가 높은 것은 반도체로 사용되고, 또 마그넷 ·자기(磁氣)테이프의 원료로도 쓰인다.

## 같이 보기
- 적철석
- 산화 철
- 산화 철(II)
- 산화 철(II,III)
- 철(III)